# Катажина Ририх
Катажи́на Ри́рих з дому Дзі́кі (пол. Katarzyna Ryrych (Dziki); нар. 26 лютого 1959, Краків, Польща) — відома польська письменниця, автор книг для дітей та дорослих, а також поет, науковець та ілюстратор.

## Біографія
Катажина Ририх народилася 26 лютого 1959 року в Кракові, у родині журналіста Сильвестра Дзікі та поетеси Аліції Похильчук. Її мати має українське коріння і, окрім написання власних віршів, також перекладає сучасну українську поезію польською мовою.
Закінчила Ягеллонський університет за напрямом англійської філології. Мешкає у Величці поблизу Кракова і викладає тут англійську мову. Пише книги для дітей та дорослих, малює картини. Має двох синів.

## Творчість
Літературним дебютом Катажини Ририх стала збірка андеґраундової поезії «Zapiski pewnej hipiski», що вийшла друком 1981 року.
Свою першу прозову книгу «Pamiętnik babuni» (2006) письменниця написала під впливом реальної історії кішки з притулку для тварин, для якої вона знайшла новий дім, і тоді, коли, за її словами, «обоє синів і чоловік були вже дорослими». Після цього вона почала активно писати, здебільшого дитячу прозу, порушуючи у своїх творах непрості теми дружби, толерантності, взаємоповаги, людяності.
|                                 | Те, про що пишу, принаймні я на це сподіваюся, має людей вразити. Показати те, чого вони не бачать або ж не хочуть бачити. Біль і страждання — незручні теми, на кожному рівні. |
| — Катажина Ририх про свої твори | |

За свою творчість Катажина Ририх отримала низку літературних нагород. А її книгу «Про Стівена Гокінга, Чорну Діру та Мишей-Під-Підлогою» внесено до Списку скарбів польського Музею дитячої книги, а також до «Списку Видатних книг для молоді з обмеженими можливостями 2015» (Outstanding Books for Young People with Disabilities) Міжнародної ради з дитячої та юнацької книги (IBBY). Повість «Лопушане поле» отримала нагороду «Книжка року 2017» Польської секції Міжнародної ради з дитячої та юнацької книги (IBBY).

## Українські переклади
- Катажина Ририх. Про Стівена Гокінга, Чорну Діру та Мишей-Під-Підлогою. Переклад з польської: Божена Антоняк. — Львів: Урбіно, 2016. — 160 с. — ISBN 978-966-2647-35-8
- Катажина Ририх. Лопушане поле. Переклад з польської: Божена Антоняк. — Львів: Урбіно, 2019. — 128 с. — ISBN 978-966-2647-65-5

## Нагороди
- 2008 — Номінація на Нагороду «Книга року» Конкурсу «Книжка року 2008» Польської секції Міжнародної ради з дитячої та юнацької книги (IBBY) за оповідання «Siedem sowich piór»[6]
- 2010 — Перший приз 2-го Літературного конкурсу імені Астрід Ліндгрен (Польща) за книгу «Wyspa mojej siostry»[7]
- 2010 — Відзнака 2-го Літературного конкурсу імені Астрід Ліндгрен (Польща) за книгу «Łopianowe pole»[7]
- 2011 — Номінація на Нагороду «Книга року» Конкурсу «Книжка року 2011» Польської секції Міжнародної ради з дитячої та юнацької книги (IBBY) за оповідання «Wyspa mojej siostry»[8]
- 2013 — Перший приз 3-го Літературного конкурсу імені Астрід Ліндгрен (Польща) за книгу «O Stephenie Hawkingu, Czarnej Dziurze i Myszach Podpodłogowych»[9]
- 2014 — Літературна нагорода імені Корнелія Макушинського (Польща) за книгу «O Stephenie Hawkingu, Czarnej Dziurze i Myszach Podpodłogowych»[10]
- 2015 — Номінація на Нагороду «Книга року» Конкурсу «Книжка року 2015» Польської секції Міжнародної ради з дитячої та юнацької книги (IBBY) за книгу «Król»[11]
- 2016 — Другий приз 4-го Літературного конкурсу імені Астрід Ліндгрен (Польща) за книгу «Koniec świata nr 13»[12]
- 2016 — Відзнака 4-го Літературного конкурсу імені Астрід Ліндгрен (Польща) за книгу «Jasne dni, ciemne dni»[12]
- 2016 — Номінація на Нагороду «Книга року» Конкурсу «Книжка року 2016» Польської секції Міжнародної ради з дитячої та юнацької книги (IBBY) за книгу «Koniec świata nr 13»[11]
- 2017 — Відзнака Конкурсу «Книжка року 2017» Польської секції Міжнародної ради з дитячої та юнацької книги (IBBY) за книгу «Jasne dni, ciemne dni»[11]
- 2017 — Нагорода «Книга року» Конкурсу «Книжка року 2017» Польської секції Міжнародної ради з дитячої та юнацької книги (IBBY) за книгу «Лопушане поле»[11]
- 2017 — Номінація на Літературну нагороду імені Корнелія Макушинського (Польща) за книгу «Koniec świata nr 13»[13]
- 2019 — Ґран-прі та Перший приз у віковій категорії 10-14 років 5-го Літературного конкурсу імені Астрід Ліндгрен (Польща) за книгу «Lato na Rodos»[14]